# Natura 2000-område nr. 44 Lild Strand og Lild Strandkær
Natura 2000-område nr. 44 Lild Strand og Lild Strandkær består af klitnatur og søer beliggende mellem Hjardemål Klitplantage og Lild Klitplantage i Thisted Kommune i Thy.
Naturplanområdet Lild Strand og Lild Strandkær har et areal på 749 hektar, og er udpeget som EU-habitatområde nr. H185. I området findes flere naturtyper, som i kraft af deres flora og store arealmæssige udstrækning er af international betydning. I den yderste klit findes en zone med forklit og hvid klit efterfulgt af et stort og sammenhængende areal med grå/grøn klit I områderne med hvid klit og grå/grøn klit
indgår også arealer med naturtypen havtornklit. Bag den yderste zone
findes et stort og sammenhængende klitareal med klithede og
grå/grøn klit i mosaikforekomster med klitlavning og grårisklit.
I nordenden af området,sydvest for Lild Strand, ligger lobeliesøen Lild Strandkær og mod syd findes de to brunvandede søer Bolbredning og Bjålum Sø. Ved Bagerhule findes ligeledes en brunvandet
sø. I området omkring Bolbredning og Bjålum Sø er registreret
et mindre område med hængesæk.
Området rummer flere sjældne planter, herunder Thy-Gøgeurt og rødliste-arterne Hjertelæbe, Skotsk Lostilk, Strandsnerle og Bjerg-Mangeløv.
Af det samlede areal på 749 hektar er 692 ha omfattet af naturbeskyttelseslovens § 3, hvoraf 618 ha er hede; 56 ha er mose, 18 ha er sø, og der er 800 m vandløb.

## Fredninger
Området indgår i fire naturfredninger med et samlet areal på 1208 hektar:
- Hjardemål Klit (346.8 ha fredet 1985) med det formål at bevare klithederne samt næringsfattige søer
- Nissekær (212 ha fredet 1955) med det formål at sikre mod tilstandsændringer i klitterne.
- Lild Strand og Bulbjerg (527 ha ) ligeledes med det formål at sikre mod tilstandsændringer i klitterne.
- Lild strandkær (122 ha fredet 1977) med det formål at sikre klitsøens bevarelse.[3]

## Forløb
Natura 2000-planen er vedtaget i 2011, hvorefter kommunalbestyrelserne
og Naturstyrelsen udarbejdede bindende handleplaner for
gennemførelsen af planen. Planen videreføres og videreudvikles i senere planperioder.
Natura 2000-planen er koordineret med vandplanen 1.2 Limfjorden.

## Eksterne kilder og henvisninger
1. ↑  Miljøstyrelsen Nordjylland (juni 2023). "Naturplan 2022-2027  Natura 2000-område nr.  44 Lild Strand og Lild Strandkær" (PDF). mst.dk. Miljøstyrelsen. Arkiveret (PDF) fra originalen 19. maj 2024. Hentet 19. maj 2024.
2. ↑  
Miljøstyrelsen Nordjylland (2023). "Revideret basisanalyse 2022-2027  Natura 2000-område nr.  44 Lild Strand og Lild Strandkær" (PDF). mst.dk. Miljøstyrelsen. Arkiveret (PDF) fra originalen 19. maj 2024. Hentet 19. maj 2024.
3. ↑  Om fredningen på fredninger.dk
4. ↑  "Natura 2000-planlægning 2022-2027". mst.dk. Miljøstyrelsen. 2023. Arkiveret fra originalen 29. marts 2024. Hentet 11. maj 2024.

- Kort over området på miljoegis.mim.dk hentet 19. maj 2024